# Lionel Cranfield, 1.º Conde de Middlesex
Lionel Cranfield, 1.º Conde de Middlesex (1575 – 6 de agosto de 1645) foi um comerciante e político inglês. Ele sentou-se na Câmara dos Comuns entre 1614 e 1622, quando foi elevado à nobreza como Barão Cranfield.  

## Vida
Ele era o segundo filho de Thomas Cranfield, um comerciante de Londres, e sua esposa Martha Randill, filha e herdeira de Vincent Randill de Sutton-at-Hone, Kent. Ele foi aprendiz de Richard Sheppard, um comerciante em Londres, e tornou-se sócio dele por volta de 1599. Ele foi apresentado ao Rei Jaime I e VI da Inglaterra e Escócia por Lord Northampton e entrou para o serviço real em 1605.
Cranfield foi nomeado Recebedor-Geral de aluguéis e receitas de terras reais em Dorset e Somerset por cartas patentes em 1605. Isso incluía os feudos nas terras conjuntas dadas a Ana da Dinamarca. Grande parte do trabalho foi feito por Randolph Baron, xerife de Bath, que atuou como vice-coletor, e por escriturários empregados em Londres. Uma parte da renda foi usada para pagar os guardiões do Castelo de Portland e do Castelo de Sandsfoot. Alguns dos documentos de recuperação judicial de Cranfield sobreviveram. 
Em 1613, ele foi nomeado cavaleiro e inspetor-geral da alfândega. Ele foi eleito membro do Parlamento por Hythe em 1614. Em 1616, ele se tornou um dos Mestres de Pedidos, brevemente em 1618 , Guardião do Grande Guarda-Roupa e em 1619, Mestre do Tribunal de Alas e Librés e Comissário Chefe da Marinha. Como Guardião do Guarda-Roupa, ele supervisionou os gastos de £20.000 no funeral de Ana da Dinamarca e fez um inventário de suas joias. 
Ele foi eleito deputado por Arundel em 1621. Cranfield foi responsável por muitas economias no serviço público, e sua perspicácia empresarial foi muito útil ao rei. Ele participou do ataque a Lorde St Alban em 1621 e, embora, ao contrário da expectativa geral, não o tenha sucedido como Lord Chanceler, foi criado Barão Cranfield, de Cranfield, no Condado de Bedford, em julho daquele ano. Em 1621 ele também se tornou Lorde Alto Tesoureiro e em setembro de 1622 foi criado Conde de Middlesex.
Cranfield perdeu suas posições e influência logo depois porque se opôs à guerra projetada com a Espanha e incorreu na hostilidade do Príncipe de Gales e do Duque de Buckingham. Acusado pela Câmara dos Comuns por corrupção, ele foi considerado culpado pela Câmara dos Lordes em maio de 1624 e sentenciado a perder todos os seus cargos, pagar uma multa pesada e ser preso conforme a vontade do rei. No entanto, ele foi libertado da prisão em poucos dias, foi perdoado no ano seguinte e reintegrado ao seu assento na Câmara dos Lordes em 1640. Middlesex morreu em 6 de agosto de 1645.
As casas de Cranfield incluíam Chelsea House, que ele comprou em 1619 e melhorou empregando os serviços de Inigo Jones e Nicholas Stone, e Copthall em Essex. Os móveis foram fornecidos pelos estofadores Oliver Browne e John Baker, que também forneceram a corte real e o guarda-roupa, e pintados e dourados por Thomas Capp . Entre elas, um conjunto de móveis para o "repouso" de Anne Brett em Chelsea em 1621, além de um berço com dossel de damasco carmesim para James Cranfield em 1621. Móveis de Copthall foram levados para Knole em 1701. 

## Família

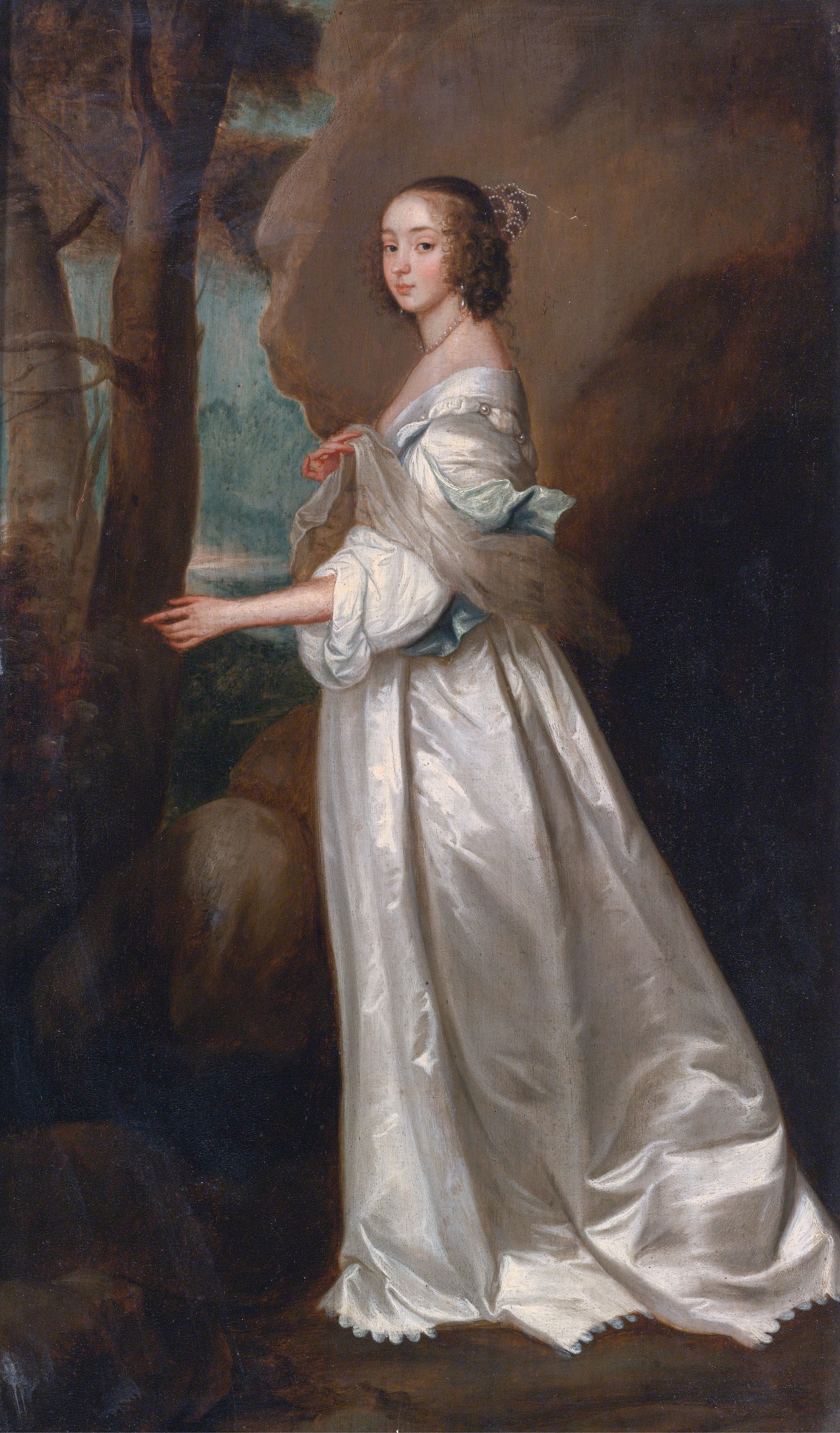
Frances Cranfield (1622–1687)

Cranfield casou-se com Elizabeth, filha de Richard Sheppard, em 1599. Sua segunda esposa foi Anne Brett (falecida em 1670), prima da mãe de Buckingham, com quem se casou com certa relutância em 1621 para garantir o apoio de Buckingham. 
Ele deixou com outros filhos um filho, James Cranfield, 2.º Conde de Middlesex (1621 – 1651), que o sucedeu como 2º Conde e foi um partidário do partido parlamentar durante a Guerra Civil Inglesa. O segundo conde foi sucedido por seu irmão, Lionel, que morreu sem descendência em outubro de 1674, após o que o Condado de Middlesex e a Baronia de Cranfield foram extintos. A filha mais nova sobrevivente do 1º Conde, Frances, casou-se com Lord Buckhurst, mais tarde 5º Conde de Dorset, e seu filho mais velho, Charles, então Lord Buckhurst, foi nomeado Conde de Middlesex em 1675. Dois anos depois, ele sucedeu como 6.º Conde de Dorset, e este Condado de Middlesex foi mantido pelos Condes e depois pelos Duques de Dorset até 1843, quando foi extinto.
Filhos de sua primeira esposa Elizabeth Sheppard (falecida em 1617):
- Martha Cranfield, Condessa de Monmouth (n. 1601)
- Elizabeth Cranfield, Lady Sheffield, Condessa de Mulgrave (n. 1608)
- Maria Cranfield (1610–1636)

Filhos de sua segunda esposa, Anne Brett (m. 1670):
- James Cranfield, 2.º Conde de Middlesex (1621–1651)
- Frances Cranfield, Condessa de Dorset (1622–1687)
- Lionel Cranfield, 3.º Conde de Middlesex (1625–1674)
- Edward Cranfield (a.C. 1628)
- Susanna Cranfield (c. 1631–1636)

## Memorial
Há um memorial para ele na Capela de São Bento na Abadia de Westminster. 